# Sergio Buschmann
Sergio Ricardo Buschmann Silva (Talca, 1942 - Viña del Mar, 10 de abril de 2014) fue un actor chileno e integrante del Frente Patriótico Manuel Rodríguez (FPMR). Fue uno de los líderes de la internación de armas de Carrizal Bajo en 1986.

## Biografía
Buschmann nació en Talca, dentro de una familia acomodada. Cuando aún era niño, su familia se mudó a Argentina, ingresando posteriormente a la Juventud Peronista. De vuelta en Chile, estudió en la escuela de teatro de la Pontificia Universidad Católica. Ingresó a las Juventudes Comunistas de Chile en 1962, en cuyas células de base tuvo destacada participación. Tras egresar de la universidad, montó la obra La Mamma junto a Américo Vargas. Posteriormente ayudó a crear las áreas dramáticas de canal 13, canal 7 y canal 11.
En febrero y marzo de 1971 fue parte del elenco del Tren Popular de la Cultura. Fue detenido luego del golpe de Estado del 11 de septiembre de 1973 y puesto en libertad pocos días después. Durante esta primera detención declaró haber sido testigo de las muertes de muchos detenidos por la naciente Dictadura, específicamente en el Estadio Chile, entre las que se encontraba el cantautor Víctor Jara.
En 1975 fue detenido nuevamente a causa de su actividad política. Por ello dos miembros de la iglesia católica, el obispo Carlos Camus y el vicario Cristian Precht, intervinieron en su favor y gestionaron su salida del país. 
Buschmann viajó a Suecia a comienzos de 1976, y se integró a uno de los capítulos del llamado "Comité Pro Chile" que reunía a chilenos exiliados. En 1982 viajó a Cuba, para actuar en teatro y después de un tiempo a Nicaragua, donde se integró a las fuerzas sandinistas que combatían a la guerrilla “Contra”, financiada por los Estados Unidos. Terminado el conflicto, y bajo los auspicios del ministerio de Cultura nicaragüense cooperó en la formación de una escuela de arte dramática en Managua. 
Fue autorizado para reingresar a Chile en 1983, luego de lo cual se integró inmediatamente al naciente Frente Patriótico Manuel Rodríguez. En 1985, un comunista a quien había conocido en Nicaragua, le propuso participar en la creación de una empresa de cultivo y exportación de productos marinos, en la zona de Vallenar. Esta sería la fachada para una gigantesca internación de armas que el FPMR realizó en el norte de Chile, específicamente las playas de Carrizal Bajo.
Cabe señalar que mientras supervisaba el ingreso de armamento a las costas chilenas, en las pantallas de Canal 13 Buschmann aparecía encarnando a un ejecutivo en la teleserie “Andrea, justicia de mujer”.
Luego de que la Central Nacional de Informaciones (CNI) descubriera la operación armamentista del FPMR, el 26 de agosto de 1986, Buschmann fue detenido cuando deambulaba por los cerros aledaños a Vallenar, intentando eludir el cerco policial. Involucrado como uno de los principales jefes de la internación de armamento, fue incomunicado y sometido a proceso el 31 de agosto de ese mismo año. Luego de un par de meses de interrogatorios fue trasladado a la Cárcel de Valparaíso, donde no alcanzó a permanecer un año. Esto porque el 7 de agosto de 1987, Buschmann, junto a otros tres reclusos, se fugó por los techos de ese recinto, en una cinematográfica acción que inspiró incluso algunos libros, ya que era considerado el preso más custodiado por el régimen militar. Días más tarde salió clandestinamente del país rumbo a Europa.

Tras la división del FPMR y el PC, ese mismo año, Buschmann decidió continuar en el FPMR ligado al Partido Comunista de Chile, separándose definitivamente de la mayoría de sus compañeros que optaron por crear el FPMR Autónomo.
Luego de casi siete años en calidad de fugitivo, el 14 de junio de 1994 decidió regresar a Chile y entregarse voluntariamente a la justicia. 
Recluido en la cárcel pública de Santiago, solo el 7 de noviembre de 1995 logró recuperar su libertad bajo fianza. Casi dos años después, el 31 de julio de 1997, la Segunda Fiscalía Militar de Santiago revisó nuevamente su caso, revocándole el beneficio y condenándolo a 10 años de presidio. Ello, por estimar el tribunal que la libertad del condenado resultaba peligrosa para la seguridad de la sociedad. El 13 de agosto del mismo año fue notificado de la sentencia y detenido en la ciudad de Antofagasta cuando concurrió al tribunal a firmar el libro de excarcelados, siendo trasladado a Santiago para cumplir condena en el penal de Colina II. En definitiva se le condenó por pertenecer a un grupo de combate armado con material de guerra y por la internación clandestina al país, transporte, distribución y almacenamiento de armas de fuego.
El 25 de noviembre de 1997 quedó definitivamente en libertad, en forma vigilada, después de que la Corte Suprema acogiera un recurso de queja contra la Corte Marcial. Posteriormente se instaló a vivir en Concepción. Fue en ese momento en el que decidió apartarse definitivamente del FPMR.
En el año 2003 decidió trasladarse nuevamente, esta vez a Quillota. En cuanto a su situación procesal, el lunes 18 de marzo de 2002 una corte militar consideró finalmente "prescrito" el delito de "pertenencia a grupo de combate armado”. Durante los siguientes cinco años, el actor sólo ha debido reportarse a una unidad policial cada 15 días. Pese a ello la Fiscalía Militar en su fallo de primera instancia, afirma que parte importante de las armas ingresadas por Carrizal aún permanecerían ocultas en lugares que sólo él conoce.
Pasó los últimos años de su vida en Valparaíso junto a su esposa y su familia.
Murió en Viña del Mar el 10 de abril de 2014 por complicaciones de una operación cardíaca.